# Wall Street Crash (gruppo musicale)
I Wall Street Crash sono stati un gruppo musicale vocale inglese, formato nel 1980 da Keith Strachan e composto da sei elementi.
Ha partecipato a tre edizioni del Royal Variety Performance, show televisivo a cui prendevano parte membri della Famiglia Reale britannica.
È ricordato per aver inciso il singolo You Don't Have to Say You Love Me, cover del brano Io che non vivo (senza te) di Pino Donaggio, che raggiunse la settima posizione nella classifica dei singoli più venduti in Italia. Il brano fu proposto anche in manifestazioni musicali dello stesso paese, quali il Festivalbar e Vota la voce.
Dopo il primo album omonimo, edito nel Regno Unito, il gruppo pubblicò solo per il mercato italiano un altro album, anch'esso dal titolo omonimo, composto da brani originali, registrazioni dal vivo e brani classici italiani cantati in inglese.
Hanno partecipato come ospiti fissi nella seconda edizione del varietà di Canale 5 Attenti a noi due.
Il gruppo subì molti cambiamenti e rimase in attività fino al 2005.

## Formazione
- Mary Dunne (1980-?)
- Jean Rich (1980-?)
- Sharron Skelton (1980-?)
- Paul Felber (1980-?)
- James Graeme (1980-1987)
- Colin Copperfield (1980-?)
- Shaun Harris (1980-?)
- Ricky Piper (1980-?)
- Val Mitchell (1980-1980)
- Cori Josias (1980-1981)
- Siobhán McCarthy (1980-1983)
- Peter Olsen (1980-1987)
- Maria Morgan (1983-1984)
- Sheen Doran (1984-1885)
- Karen Page (1985-1987)
- Stephen (Steve) Pert (1987-?)
- Stephen Sparling (Louis Hoover) (1987-1989)
- Lois McLeod (1987-1989)
- Dawn Knight (1989-1991)
- Mandy Franklin (1991-?)

## Discografia

### Album
- 1982 - Wall Street Crash (Magnet)
- 1983 - Wall Street Crash (Magnet) edito solo per il mercato italiano
- 1983 - Europear Affair (Magnet)
- 1988 - No String Attached (Mercury)
- 1990 - Do Wop Cafe (Dino music) edito solo per il mercato europeo

### Album dal vivo
- 1992 - Be There - Live in Holland (Mercury)

### Raccolte
- 1992 - The Wall Street Story